# Camazuleno
El camazuleno es un compuesto químico aromático de fórmula molecular C14H16 que se encuentra en una variedad de plantas, incluyendo la manzanilla ( Matricaria chamomilla ), el ajenjo ( Artemisia absinthium ) y la milenrama ( Achillea millefolium ). Tiene un color azul-violeta y es un derivado del azuleno vía el sesquiterpeno matricina.
El camazuleno tiene propiedades antiinflamatorias in vivo.